# Mataparent butiroide
Els mataparents butiroides són mataparents de barret típicament sec, sovint de color bruna a vermellosa. Els porus són fins i rodons, i poden tacar-se de blau en prémer-los; els butiroides típics tenen l’esponja groga, però el grup també inclou bolets propers amb porus blancs, roses, brunencs o lleugerament vermellosos en la maduresa.
Són bolets de carn que blaveja o no en secció, però gairebé sempre són de blavejar lentament i suau (és intens en Imperator torosus, Gyroporus cyanescens i Gyroporus lacteus). S'adopta el neologisme «butiroides» pel fet que la majoria de mataparents d’aquest grup presenten els porus, la cama i la carn de color groc mantega (en anglès, butter boletes).

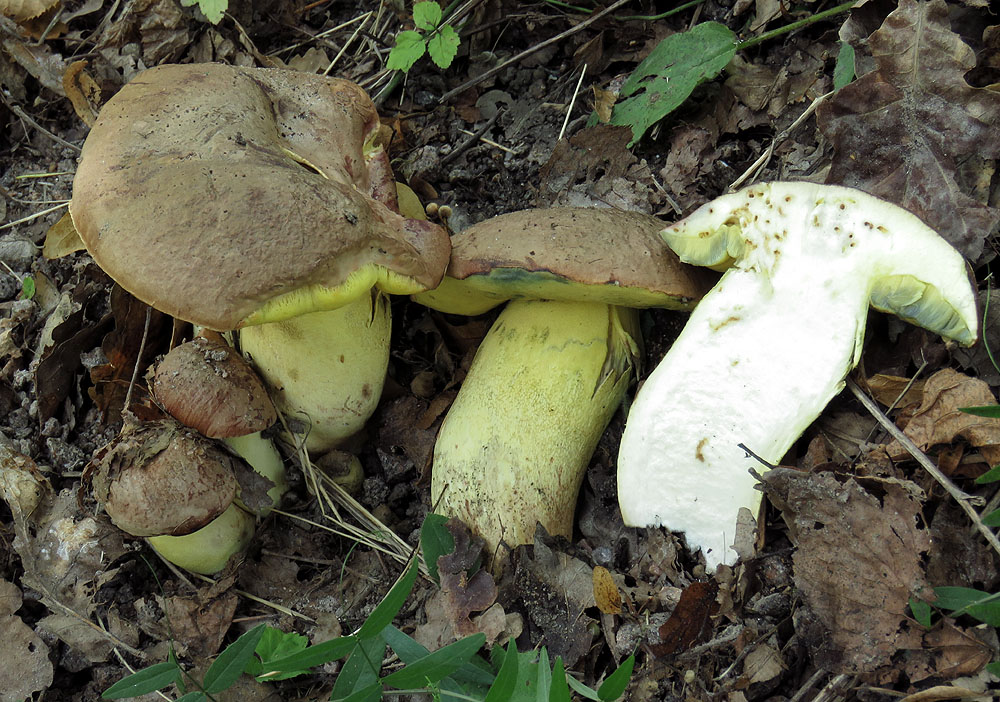
Mataparent apendiculat (Butyriboletus appendiculatus)

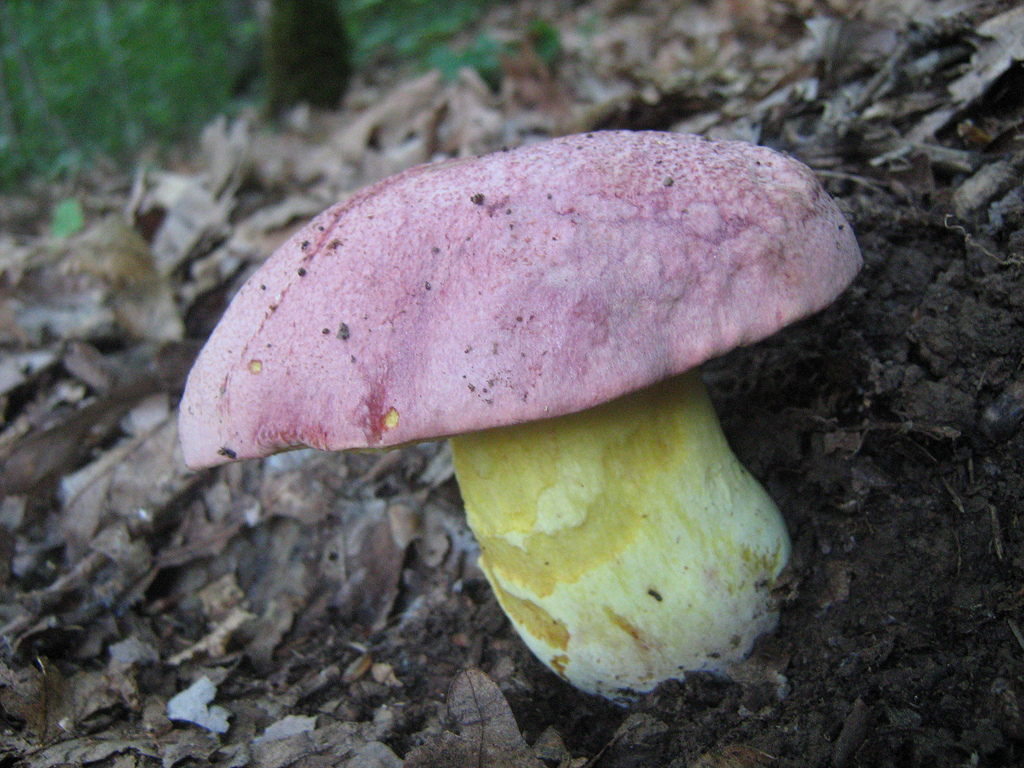
Mataparent regi (Butyriboletus regius)

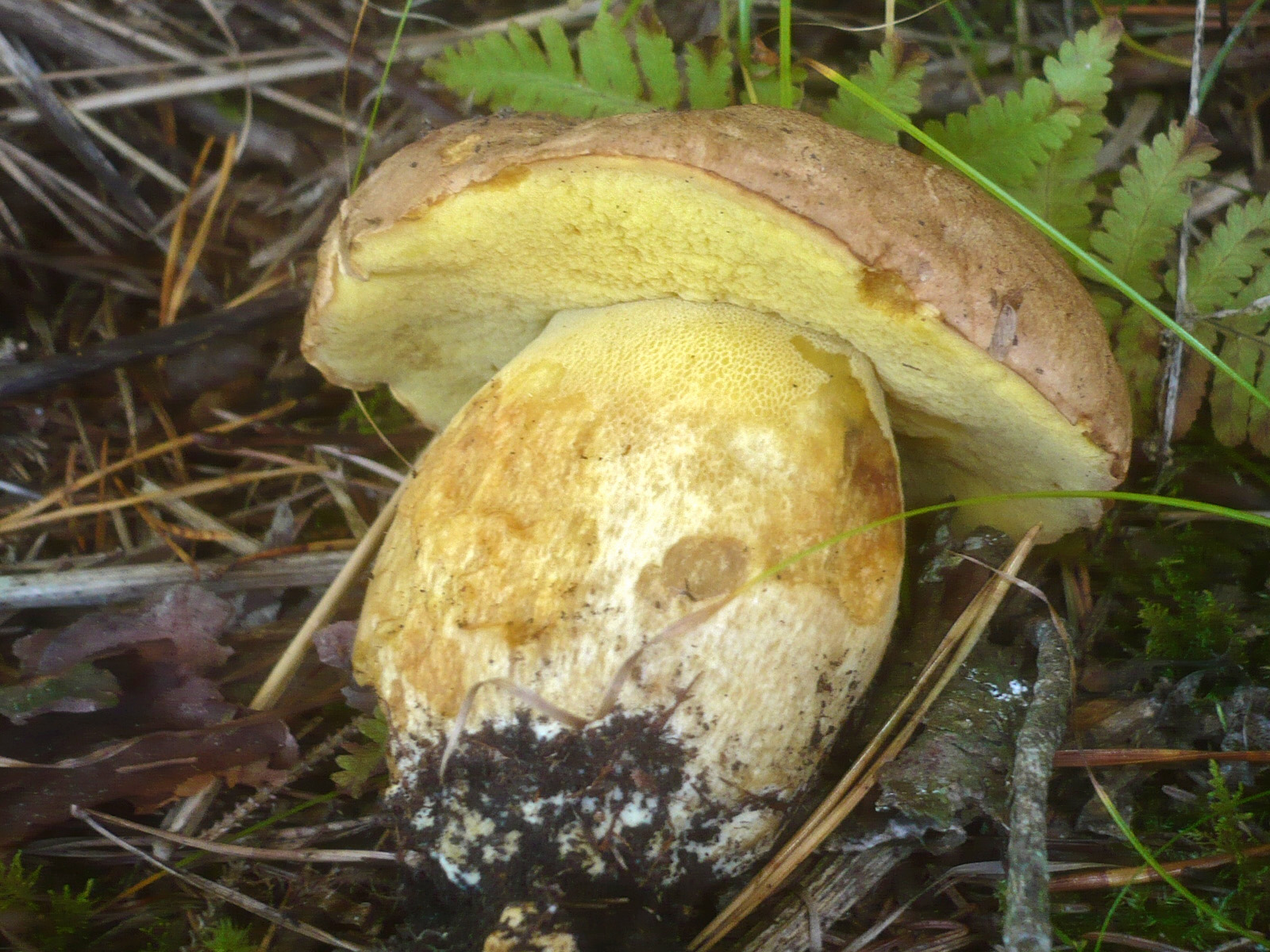
Revers del mataparent subapendiculat (Butyriboletus subappendiculatus) mostrant l'esponja de porus fins

## Espècies
Les espècies de mataparents butiroides més corrents, ordenades per gèneres, són:
Tylopilus
- Tylopilus felleus, mataparent de fel[5]

Caloboletus
- Caloboletus calopus, mataparent amarg
- Caloboletus radicans, mataparent radicant

Imperator
- Imperator torosus, mataparent de bou
- Imperator rhodopurpureus, mataparent purpuri

Butyriboletus
- Butyriboletus appendiculatus, mataparent apendiculat
- Butyriboletus subappendiculatus, mataparent subapendiculat
- Butyriboletus regius, mataparent regi
- Butyriboletus fechtneri, mataparent de Fechtner

Gyroporus
- Gyroporus castaneus, mataparent castany
- Gyroporus cyanescens, mataparent anyil
- Gyroporus ammophilus, mataparent de dunes
- Gyroporus lacteus, mataparent blanc

Suillus
- Suillus variegatus, mataparent clapat

Lanmaoa
- Lanmaoa fragrans, mataparent perfumat

Neoboletus
- Neoboletus erythropus forma pseudosulphureus, mataparent groc

Baorangia
- Baorangia emileorum, mataparent dels Emilis

Cyanoboletus
- Cyanoboletus pulverulentus, mataparent groc de peu roig
- Cyanoboletus poikilochromus, mataparent virolat

Hemileccinum
- Hemileccinum impolitum, mataparent dolç alzinenc
- Hemileccinum depilatum, mataparent dolç rourenc

Aureoboletus
- Aureoboletus gentilis, mataparent salat (de faig)
- Aureoboletus moravicus, mataparent salat (de roure)